# Mesochorus stenotus
Mesochorus stenotus là một loài tò vò trong họ Ichneumonidae.